# Metroland (ścieżka dźwiękowa)
Metroland: Music and Songs from the Film – album zawierająca ścieżkę dźwiękową filmu Metroland (1997). Na płytę składają się oryginalne utwory Marka Knopflera oraz piosenki innych wykonawców.

## Lista utworów
1. „Metroland Theme” – Mark Knopfler
2. „Annick” – Mark Knopfler
3. „Tous Les Garcons Et Les Filles” – Françoise Hardy
4. „Brats” – Mark Knopfler
5. „Blues Clair” – Django Reinhardt
6. „Down Day” – Mark Knopfler
7. „A Walk in Paris” – Mark Knopfler
8. „She’s Gone” – Mark Knopfler
9. „Minor Swing” – Django Reinhardt and The Quintette Du Hot Club De France
10. „Peaches” – The Stranglers
11. „Sultans of Swing” – Dire Straits
12. „So You Win Again” – Hot Chocolate
13. „Alison” – Elvis Costello
14. „Metroland” – Mark Knopfler